# Villa Dolfin Boldù
Villa Dolfin Boldù è stata la residenza della nobile famiglia veneziana dei Dolfin, situata nelle campagne ad ovest del centro di Rosà a 7 km da Bassano del Grappa.

## Storia
Villa Dolfin Boldù è un edificio del XVII secolo, iniziato nel 1650, per volontà della nobile famiglia dei Dolfin di costruire una dimora − alternativa a quella veneziana di Palazzo Dolfin Manin − in cui trascorrere il periodo estivo nella quiete dell'entroterra veneto, distante dagli impegni lagunari. 
Nel 1700 alla villa furono annesse due barchesse adibite a scuderie e al posteggio delle carrozze.
La villa nel 1918 fu sede del comando del IV corpo d'Armata schierato sul Grappa ed ospitò il 24 agosto 1918 il Re d'Italia, Vittorio Emanuele III.

## Parco
Il parco annesso alla Villa, sul lato nord della stessa, fu ideato da Alberto Parolini e poi terminato da Francesco Bagnara; è uno dei parchi più vasti del Vicentino ed è di tipo neoclassico.
Il parco ha una superficie di 33.500 m², con un laghetto e numerose piante secolari: larici d'acqua, tassi, carpini, magnolie, palme e liriodendri.